# San Leonardo, Udine
San Leonardo (tiếng Slovene: Šentlenart, hoặc also Podutana) là một đô thị ở tỉnh Udine trong vùng Friuli-Venezia Giulia thuộc Ý, có cự ly khoảng 60 km về phía tây bắc của Trieste và khoảng 25 km về phía đông của Udine. Tại thời điểm ngày 31 tháng 12 năm 2004, đô thị này có dân số 1.215 người và diện tích là 27,0 km².
San Leonardo giáp các đô thị: Grimacco, Prepotto, San Pietro al Natisone, Savogna di Cividale, Stregna.